# Korubo
Os korubo, também chamados de índios caceteiros em referência à borduna que costumam utilizar, são um grupo indígena que habita o oeste do estado brasileiro do Amazonas, na sub-bacia hidrográfica do Rio Itaquaí, um afluente do baixo Rio Javari, fronteira natural entre Brasil e Peru.
Os korubo são considerados como povo de recente contato, sendo que apenas um subgrupo da etnia é atualmente considerado como povo isolado. A Fundação Nacional dos Povos Indígenas os contatou em diferentes momentos, começando em 1996 e posteriormente em 2014, 2015 e 2019.

## História
Há registros de contatos esporádicos com os korubo desde 1920. Um levantamento do antigo Departamento de Índios Isolados/FUNAI em 1996 registrou a morte de cerca de quarenta korubo, em 1928, por peruanos acompanhados de indígenas “Tukúna”.
Em 1972 a FUNAI criou o Posto Indígena de Atração (PIA) Marubo na margem direita do rio Itaquaí, acima do igarapé Marubo. A equipe, chefiada por Sebastião Amâncio da Costa, objetivava estabelecer contato pacífico com os Korubo – até então a FUNAI acreditava que eles eram um subgrupo Marubo. Um ano depois, quando já estabelecidos alguns contatos, os isolados korubo atacaram o PIA, matando a família do servidor Moisés. Ainda no mesmo ano, ocorreu um segundo ataque. Dessa vez, os isolados mataram o servidor Sebastião Bandeira e feriram o servidor Bernardo Muller.
Após os incidentes, o PIA Marubo foi transferido para a margem oposta do rio Itaquaí, abaixo da confluência com o rio Branco, e passou à chefia de Valmir Torres. Em novembro de 1974 a equipe do PIA contatou um subgrupo de isolados korubo e no mês seguinte, através de sobrevoos, localizou malocas na margem esquerda do rio Ituí. Em 1975 os isolados visitaram o PIA e pediram ferramentas de metal. Mais tarde no mesmo ano, atacaram o PIA e mataram o servidor Jaime Sena Pimentel. Esse falecimento gerou controvérsias acerca de uma possível retaliação por parte do órgão indigenista aos Korubo. Após esses incidentes e falhas na aproximação pacífica, o PIA Marubo foi desativado.
As tentativas de aproximação com os Korubo foram retomadas em 1982 com o PIA Itaquaí, sob a chefia do sertanista Pedro Coelho, e um acampamento na localidade Jó. Diversos contatos pacíficos foram feitos nesse ano, com o auxílio de um intérprete Matis. Após tais contatos amistosos, os Korubo atacaram o PIA novamente, matando os servidores Amélio Wadik Chapiwa e José Pacifico de Almeida. O PIA Itaquaí transformou-se então em Posto de Vigilância, não sendo capaz, porém, de impedir a entrada de invasores no território dos isolados.
No dia 04 de setembro de 1984, Lindolfo Nobre Filho da FUNAI e João Praia Costa da CBG (Companhia Brasileira de Geofísica) perceberam a presença dos isolados nas proximidades de um acampamento da Petrobrás e aproximaram-se para contatá-los levando objetos industrializados como presentes. Os isolados chegaram a dar as mãos e a dançar com os dois funcionários. Minutos depois os atacaram com golpes de bordunas, matando-os. Mais de cem funcionários da Petrobrás assistiram ao episódio. Dois dias depois a CBG e a FUNAI retiraram os funcionários do local.
Em 1990, incidentes envolvendo os Korubo resultaram na morte de dois não-indígenas. Expedições punitivas aos isolados, operadas por políticos e empresários locais, foram denunciadas pela Administração Regional da FUNAI em Atalaia do Norte, Amazonas. As atividades de aproximação com os isolados foram então retomadas. No contexto dessa série de embates, a FUNAI com a Portaria nº003/PRES, em janeiro de 1996, criou a Frente de Contato para atração dos Korubo. Meses depois o objetivo foi alcançado.

### Expedição de Sydney Possuelo
Os primeiros avanços no primeiro contato oficial e pacífico com os Korubo começaram com a localização de uma maloca Korubo em agosto de 1996. No final do mês de agosto, os isolados coletaram presentes deixados pela equipe no tapiri de atração erguido na beira do rio Ituí, próximo ao caminho que levava à maloca Korubo. Em 15 de outubro de 1996, a equipe, chefiada pelo sertanista Sydney Possuelo, contatou dezoito pessoas: quatro mulheres, seis homens, seis meninos e duas meninas. Essa expedição foi gravada e transmitida pela National Geographic.
O grupo contatado por Sydney ficou conhecido como "Grupo da Mayá", em referência à matriarca e articuladora do grupo.
Após dez meses de trabalho e cerca de trinta visitas ao subgrupo recém-contatado, os Korubo mataram o servidor Raimundo Batista Magalhães, conhecido como Sobral, em 22 de setembro de 1997. O incidente foi alvo de controvérsias, dentre elas a hipótese de que o ataque aconteceu porque Sobral recolhera uma lona que servia como estrutura de um tapiri e que havia sido emprestada aos Korubo. Para outros, a morte de Sobral teria sido resultado de uma série de quebras de protocolos de segurança registrados em memorando, como a manutenção da superioridade ou equivalência numérica nas interações com os Korubo e a proibição de ir à margem oposta em casos de aparecimentos dos Korubo.

### Anos 2000
Em 2001 três madeireiros foram mortos por Korubo no rio Quixito, próximo ao local onde a FUNAI abria uma clareira para a construção do segundo Posto de Vigilância e Proteção.
Em 2007 a Frente de Proteção Etnoambiental do Vale do Javari (FPEVJ) registrou catorze avistamentos dos isolados Korubo. Ao final daquele ano, os isolados chegaram a contatar os Kanamari duas vezes, e receberam objetos e doações de roupas usadas. Nessa época, identificou-se que muitos Korubo sofriam com malária e doenças crônicas, como osteoartrose e até hepatites virais. Em 2010 um sobrevoo da FPEVJ mostrou uma redução demográfica dos Korubo isolados, supostamente ocasionada pela aquisição de doenças durante os contatos esporádicos nas margens dos rios Ituí e Itaquaí. Das nove malocas catalogadas nos anos 1990, apenas uma estava habitada.
As Terras Indígenas dessas etnias na Amazônia Legal são constantemente invadidas ilegalmente por missionários e pela ação de madeireiros. Devido isto, em 2014 a Funai criou o Sistema de Proteção e Promoção de Direitos com doze Frentes de Proteção Etnoambiental, para fazer a vigilância ostensiva e em tempo integral das áreas. São sete as etnias indígenas recém-contactados no Brasil pela Funai, que estão sobre proteção deste sistema: korubo, zo'é, kunt'su, tupi-kawahiv, kanoe, uruwahá e, awa-guajá.
Em setembro de 2014 isolados korubo entram em contato com os Kanamari, que levam seis homens korubo para a sua aldeia. Diante das evidências de interesse de contato por parte desse grupo de isolados, a FUNAI, com a Sesai e o "Grupo da Mayá", organizaram o contato com os 16 indígenas restantes, oferecendo, assim, os cuidados médicos e facilitação de diálogo interétnico. Esse grupo veio a ficar conhecido como Grupo do Marubão, devido ao local em que foram encontrados, e passaram a viver nas margens do Rio Ituí, próximos ao Grupo da Mayá mas em uma aldeia distinta.
Em 26 de setembro de 2015 a FUNAI soube que os Matis haviam contatado dez pessoas de um subgrupo Korubo isolado nas proximidades da aldeia Tawaya, no rio Branco. Em 07 de outubro a FUNAI foi informada que os Matis tinham encontrado mais onze isolados. Os 21 Korubo foram reunidos, inicialmente, em um acampamento organizado pela FUNAI e pela equipe de saúde da Sesai.
Em março de 2019, uma expedição chefiada pelo indigenista Bruno Pereira, com uma equipe de cerca de trinta pessoas (dentre elas, seis korubo) contatou trinta e quatro korubo no rio Coari. Desde então a FUNAI em colaboração com a SESAI mantém um acampamento de contato no rio Coari para monitoramento da integridade física e sanitária desse subgrupo recém-contatado.
Em setembro de 2019, dois correspondentes do programa Profissão Repórter visitaram o acampamento de contato do rio Coari.
A Funai através da Coordenação Geral de Índios Isolados e Recém Contatados (CGIIRC) verificou que algumas etnias indígenas recém-contactados estavam em situação de fragilidade, assim ofereceu assistência diferenciada a estes: zo’é no Pará; aos kanoê e aos akuntsu em Rondônia, e; aos korubo do Javari no Amazonas.

### Relações com os Matis
Os povos matis e korubo falam línguas mutamente inteligíveis e, historicamente, têm havido conflitos entre as duas etnias. De acordo com a tradição oral do povo matis, sequestros de mulheres korubo ocorreram repetidas vezes.
Em 05 de dezembro de 2014, a Coordenação Regional da FUNAI em Atalaia do Norte foi notificada sobre um conflito entre os Korubo isolados e homens matis da aldeia Todowak (Pereira, 2018). Seis isolados apareceram quando três matis (Damë, Iva Xucurutá e Tumi Tukun) plantavam milho e os atacaram com pedaços de pau. Tumi Tukun escapou, mas Damë e Xucuturá faleceram. Essas duas mortes foram vingadas pelos Matis que, com espingardas, mataram no mínimo oito isolados.
Em agosto de 2023, a FUNAI promoveu uma reunião entre os povos Korubo e Matis com o objetivo de firmar acordos de uso compartilhado do território na região do rio Coari.

### Ataques de não-indígenas ao povo Korubo
Registros apontam que a agressividade dos Korubo em relação aos não-indígenas parece ter sido uma reação às sucessivas frentes de expansão e aos ataques realizados por não-indígenas contra seu povo. Nos anos 1990, uma comunidade ribeirinha no rio Ituí, localizada na região do seringal Aliança, informou que os Korubo anteriormente “viviam na margem oposta à da comunidade sem nunca tê-los molestado”.
A falta de registros dificulta dimensionar o número de Korubos vitimados nesse processo. Segundo um levantamento do Departamento de Índios Isolados/FUNAI, indígenas a serviço de um seringueiro dispararam contra isolados Korubo no rio Itaquaí em 1979. Em 1981, o mesmo seringueiro distribuiu farinha envenenada aos Korubo. Em setembro de 1989 um grupo de ribeirinhos emboscou três indígenas Korubo e, a tiros de espingarda, matou todos. Uma Comissão de Sindicância, composta pela FUNAI e Polícia Federal, acompanhou a exumação dos corpos, a conclusão e o encaminhamento do inquérito para o Ministério Público Federal.
Em 1995, um ano antes do contato liderado por Possuelo, seis korubo foram à uma roça de não-indígenas da comunidade Ladário para pegar bananas e pernoitaram nas proximidades do roçado. No retorno para a maloca, foram emboscados e baleados. Um homem e uma mulher korubo foram mortos, e os demais fugiram.

## Cultura
Os homens e mulheres anciãs korubo consomem uma bebida preparada a partir de um cipó do gênero Paullinia chamado tatxik. Um dos principais usos desse cipó é a bebida amarga, potencializadora dos processos de cura e das caçadas. Os caçadores, homens e jovens aprendizes, tomam tatxik antes e depois das caçadas, durante a madrugada e ao longo do dia. Os Korubo no rio Ituí passaram a adotar o uso de espingardas e cachorros nas caçadas.
Apreciam o consumo de répteis, como jacaré, algumas espécies de rãs, tracajás e jabutis. Alimentam-se também de mamíferos de pequeno, médio e grande porte, como paca, cutia, caititu, preguiça, veado, tamanduá, quati e, os mais cobiçados, a anta e os queixadas. Além da obtenção de proteína por meio das caçadas, os Korubo coletam mel e frutos diversos. De fevereiro a maio, coletam grandes quantidades de açaí e, entre maio e agosto, coletam buriti.
As tecnologias de pesca dos Korubo eram adaptadas ao pequenos igarapés e corpos d’água no interior da mata com a utilização do timbó, da lança e de pedaços de pau. Após o contato com a FUNAI, os Korubo no rio Ituí passaram à apropriação dos materiais de pesca não-indígena, como malhadeiras, anzóis, linhas e iscas.
Existem dois estilos tradicionais de corte de cabelo entre os korubo: num, deixa-se o cabelo somente do alto da cabeça até a testa, formando uma meia cuia. No outro, deixa-se somente uma faixa de cabelo de uma orelha a outra, no formato de uma tiara. Para cortar o cabelo, os korubo utilizam uma espécie local de capim.
Para a caça e a guerra, os korubo utilizam não apenas a borduna (que lhes legou a alcunha de "caceteiros") mas também zarabatanas, arco e flecha, e lanças. As pontas dos dardos das zarabatanas são tornadas venenosas através da raspagem de dois tipos de cipó.
Os korubo usam dois tipos de borduna: ixvante e mete. Esta última também échamada kweynamete por derivar da pupunheira (kweynat), e é o tipo de borduna mais utilizada pelos Korubo atualmente. Antigamente, o comprimento das bordunas variava: as menores eram utilizadas dentro da maloca contra ataques inimigos, e as maiores, na floresta. Atualmente, por não serem mais atacados como outrora, os Korubo deixaram de fabricar as pequenas bordunas.
Com exceção das armas de guerra, caça e pesca, grande parte da cultura material Korubo é produzida pelas mulheres. Há que se considerar que mesmo as armas possuem acessórios feitos pelas mulheres, como a corda do arco, a alça da aljava e as bolsas para armazenamento do algodão, componente da zarabatana.